# Heinz Reincke
Heinz Reincke (28 de mayo de 1925 – 13 de julio de 2011) fue un actor alemán, poseedor también de la nacionalidad austriaca desde 1970.

## Biografía
Su nombre completo era Heinz Franz Ludwig Reincke, y nació en Kiel, Alemania, siendo su padre un sastre. A los diez años empezó su vocación de ser actor, pero por deseo paterno se formó en administración en la Cámara de Comercio e Industria de Kiel, aunque al mismo tiempo tomaba lecciones de interpretación y trabajaba como apuntador, director de escena y extra en el Stadttheater de su ciudad. Finalizado su aprendizaje, empezó a actuar en los escenarios a los 17 años de edad.
Reincke hizo sus primeros papeles en 1943 en el Stadttheater de Gorzów Wielkopolski, y al siguiente años actuó en Sopot y en Minsk. Durante la Segunda Guerra Mundial fue hecho prisionero en Francia, formando parte de un grupo teatral en el campo de reclusión hasta 1947. En 1948 y 1949 actuó en teatros de Schleswig y Bonn, y a partir de 1950 fue contratado para trabajar en el Staatstheater de Stuttgart bajo la dirección de Walter Erich Schäfer.
En 1955 ingresó en el Deutsches Schauspielhaus de Hamburgo bajo la dirección de Gustaf Gründgens. Hasta 1965 interpretó allí papeles de destacadas obras como Helden (de George Bernard Shaw), Draußen vor der Tür (de Wolfgang Borchert), Las bodas de Fígaro (de Pierre-Augustin de Beaumarchais), o Thomas Chatterton (de Hans Henny Jahnn). Desde 1968 a 1985 fue miembro de la compañía del Burgtheater de Viena, centro en el que trabajó con obras como Weh dem, der lügt! (de Franz Grillparzer), Los físicos (de Friedrich Dürrenmatt) y Der Hauptmann von Köpenick (de Carl Zuckmayer).
Reincke participó en alrededor de 100 producciones cinematográficas y televisivas. Entre sus primeras cintas figuran Bekenntnisse des Hochstaplers Felix Krull (1957) y Nasser Asphalt (1958), dirigida por Frank Wisbar, con Horst Buchholz, Gert Fröbe y Inge Meysel. En 1960 tuvo un papel de reparto en Faust, con Gustaf Gründgens.
Reincke actuó en diferentes géneros, desde películas juveniles como Das fliegende Klassenzimmer (1973) (con Joachim Fuchsberger) a producciones criminales como Der Mörderclub von Brooklyn (1967), bélicas como El día más largo (1962) o comedias como Hochwürden drückt ein Auge zu (1971).
Reincke fue protagonista de la primera serie televisiva alemana en color, Adrian der Tulpendieb (1966). Además, Reincke fue Bastian Fabre en la serie Es muß nicht immer Kaviar sein (1977). Uno de sus papeles televisivos más conocidos fue el de Eckholm en la serie Der Landarzt, en la que pudo ser visto entre 1987 y 2010. En 1985 fue un viajero en otra serie, Die Schwarzwaldklinik, y entre 1989 y 1993 fue Alfred „Vadder“ Haack en Zwei Münchner in Hamburg. A partir de los años 1990 rodó numerosos episodios de la serie de Norddeutscher Rundfunk Heimatgeschichten, actuando igualmente en otras muchas producciones como artista invitado a lo largo de su carrera.
Gracias a su personal voz, Reincke fue también un popular actor radiofónico, siendo desde 1955 narrador de la emisión escolar Neues aus Waldhagen. Como actor de doblaje, dio voz al Dragón Fuchur en Die unendliche Geschichte (1984), doblando también ocasionalmente a actores como James Coburn, Marlon Brando, Alec Guinness, Robert Coote, Paul Carpenter y Duncan Lamont. 

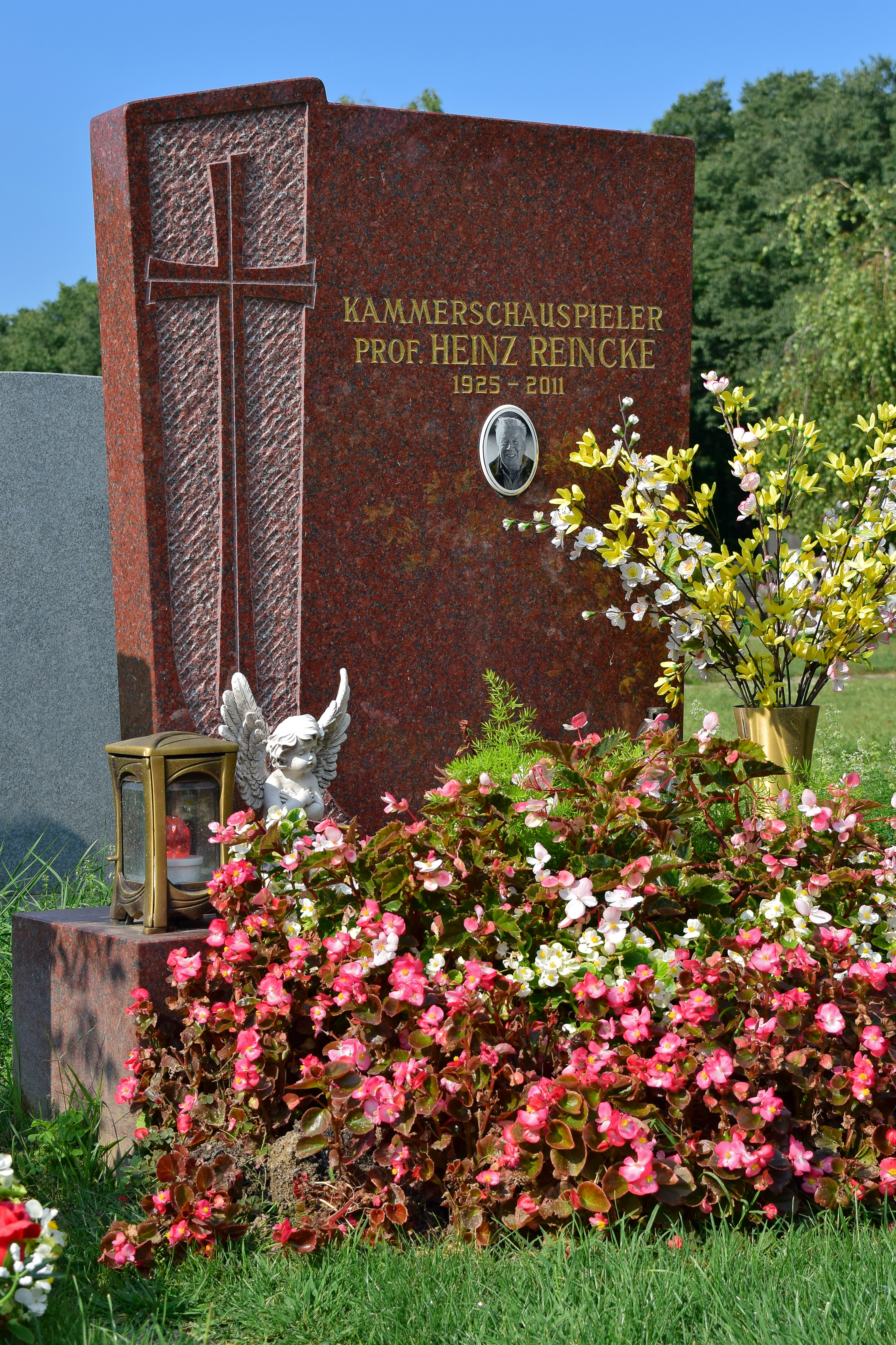
Tumba de Heinz Reincke

Heinz Reincke falleció en Purkersdorf, Austria, en 2011, a causa de un cáncer de pulmón. Tenía 86 años de edad. Fue enterrado en una tumba honorífica en el Cementerio central de Viena (Grupo 40, Número 180).
Desde 1958 hasta 1978 estuvo casado con la actriz Erni Mangold. En el momento de su muerte vivía con su tercera esposa, Elfi Petsch.

## Premios
En el año 1974 Reincke fue nombrado actor de cámara (Kammerschauspieler) por el presidente de Austria, y en 1983 el Premio de Cultura y Ciencia de la Ciudad de Kiel.

## Filmografía (selección)
- 1956 : Ein Herz kehrt heim
- 1957 : Las confesiones del estafador Felix Krull
- 1957 : Tolle Nacht
- 1957 : Der 10. Mai
- 1958 : Nasser Asphalt
- 1958 : Pezzo, capopezzo e capitano
- 1958 : Der Dank der Unterwelt (telefilm)
- 1959 : Die Caine war ihr Schicksal (telefilm)
- 1960 : Faust
- 1962 : El día más largo
- 1963 : Heimweh nach St. Pauli
- 1964 : Wartezimmer zum Jenseits
- 1964 : Freddy, Tiere, Sensationen
- 1966 : Adrian der Tulpendieb (serie TV)
- 1967 : Wenn es Nacht wird auf der Reeperbahn
- 1967 : Der Mörderclub von Brooklyn
- 1968 : Der Arzt von St. Pauli
- 1968 : Commandos
- 1968 : The Bridge at Remagen
- 1969 : Heintje – Ein Herz geht auf Reisen
- 1969 : Auf der Reeperbahn nachts um halb eins
- 1970 : Heintje – Einmal wird die Sonne wieder scheinen
- 1970 : Der Pfarrer von St. Pauli
- 1970 : Heintje – Mein bester Freund
- 1970 : Passion eines Politikers (telefilm)
- 1970, 1974 : Der Kommissar (serie TV), episodios 2x05 y 6x10
- 1970 : Mein Vater, der Affe und ich
- 1971 : Morgen fällt die Schule aus - Die Lümmel von der ersten Bank
- 1971 : Käpt’n Rauhbein aus St. Pauli
- 1971 : Rudi, benimm dich!
- 1971 : Fluchtweg St. Pauli – Großalarm für die Davidswache
- 1971 : Hochwürden drückt ein Auge zu
- 1971 : Sie nannten ihn Krambambuli
- 1971 : Kinderarzt Dr. Fröhlich
- 1972 : Tatort (serie TV), episodio Die Samtfalle
- 1972 : Meine Tochter – deine Tochter
- 1972 : Immer Ärger mit Hochwürden
- 1972 : Ein Käfer gibt Vollgas
- 1973 : Crazy – total verrückt
- 1973 : Die Reise nach Wien
- 1973 : Die blutigen Geier von Alaska
- 1973 : Das fliegende Klassenzimmer
- 1973 : Der Lord von Barmbeck
- 1973 : Wenn jeder Tag ein Sonntag wär
- 1973–1974 : Hallo – Hotel Sacher … Portier! (serie TV), 3 episodios
- 1975 : Der Geheimnisträger
- 1975 : Auch Mimosen wollen blühen
- 1976 : Jeder stirbt für sich allein
- 1977, 1979 : Ein verrücktes Paar (serie TV), episodios 1x01 y 1x08
- 1977 : Es muß nicht immer Kaviar sein (serie TV), 11 episodios
- 1978 : Hurra, die Schwedinnen sind da
- 1978 : Das Love-Hotel in Tirol
- 1980, 1985 : Der Alte (serie TV), episodios 4x09 y 9x10
- 1982 : Die Fischer von Moorhövd (serie TV)
- 1983 : Nordlichter: Geschichten zwischen Watt und Weltstadt (serie TV), 1 episodio
- 1984 : Derrick (serie TV), episodio 11x06
- 1984 : Die unendliche Geschichte
- 1985 : Nägel mit Köpfen
- 1985 : Die Schwarzwaldklinik (serie TV), episodio 1x03
- 1987 : Wer ist dran? (telefilm)
- 1987–2010 : Der Landarzt (serie TV), 227 episodios
- 1989–1993 : Zwei Münchner in Hamburg (serie TV), 37 episodios
- 1991, 2001 : Großstadtrevier (serie TV), episodios 3x13 y 11x02
- 1992 : Liebe auf Bewährung (miniserie TV)
- 1992 : Unsere Hagenbecks (serie TV), episodio 2x06
- 1992 : König & Consorten (telefilm)
- 1993–1998 : Evelyn Hamanns Geschichten aus dem Leben (serie TV), 3 episodios
- 1993 : Schlußabrechnung
- 1994 : Ein Fall für zwei (serie TV), episodio 14x08
- 1995–2004 : Heimatgeschichten (serie TV), 19 episodios
- 1996 : Die Männer vom K3 (serie TV), episodio 3x12
- 1998 : Eine Frau mit Pfiff (telefilm)
- 2000 : Zwei Asse und ein König (telefilm)
- 2006–2007 : Oben ohne (serie TV), 12 episodios

## Publicaciones
- Heinz Reincke: Die lasterhaften Balladen des Francois Villon. ISBN 3-902-02735-5.
- Weihnachten mit Heinz Reincke (álbum musical): „Djerba Records“, Múnich
- Single-CD: „Wat mutt, dat mutt“, „Schön, daß es dich gibt!“, Gutzeit-Musikverlag, Hattorf am Harz